# Хорольский район (Полтавская область)
Хорольский район (укр. Хорольський район) — упразднённая административная единица в Полтавской области Украины. Административный центр — город Хорол.

## География
Хорольский район находится на западе Полтавской области. С ним соседствуют Лубенский, Оржицкий, Семёновский, Великобагачанский, Миргородский районы Полтавской области.
Площадь — 1000 км².
Через район протекают реки Сула, Хорол, Рудка, Багачка.

## История
Район образован 7 марта 1923 года из города Хорол и 3 волостей (Еньковской, Новоаврамовской, Хорольской) Хорольского уезда. С 1932 по 1937 год входил в состав Харьковской области, с 22 сентября 1937 года — в состав Полтавской области.
1 сентября 1942 года на территории района был создан Хорольский гебит (нем. Kreisgebiet Chorol), вошедший в состав генерального округа Киев. 4 января 1957 года к нему была присоединена часть территории упразднённого Покровско-Богачанского района.
17 июля 2020 года в результате административно-территориальной реформы район вошёл в состав Лубенского района.

## Демография
Население района составляет 33 156 человек (2019), в том числе городское — 12 950 человек, сельское — 20 206 человек.

## Административное устройство
Район включает в себя:
| - Городских советов: 1 - Сельских советов: 19 | - Городов: 1 - Сёл: 92 |

### Местные советы[7]
| - Хорольский городской совет - Андреевский сельский совет - Березняковский сельский совет - Вишняковский сельский совет - Грушинский сельский совет - Клепачевский сельский совет - Ковалевский сельский совет - Мусиевский сельский совет - Новачихский сельский совет - Новоаврамовский сельский совет | - Петракеевский сельский совет - Петровский сельский совет - Покровско-Богачанский сельский совет - Староаврамовский сельский совет - Тарасовский сельский совет - Трубайцовский сельский совет - Хильковский сельский совет - Шишакский сельский совет - Штомпелевский сельский совет - Ялосовецкий сельский совет |

### Населённые пункты[8]
| с. Андреевка с. Барилово с. Бариловщина с. Березняки с. Болбасовка с. Бочки с. Бригадировка с. Буберево с. Бурлаки с. Бутовцы с. Ванжина Долина с. Варваровка с. Вербино с. Вергуны с. Вишнёвое с. Вишняки с. Вязовок с. Гирино с. Глубокая Долина с. Григоровка с. Грушино с. Дации с. Демина Балка с. Дубовое | с. Еньки с. Ерковцы с. Запорожчино с. Зубенки с. Иванцы с. Иващенки с. Клепачи с. Княжая Лука с. Ковали с. Ковтуны с. Козубовка с. Коломийцево Озеро с. Костюки с. Кривцы с. Кулики с. Кулиничи с. Куторжиха с. Лагодовка с. Лазки с. Левченки с. Лисянщина с. Лобковая Балка с. Лозы с. Малая Поповка | с. Мартыновка с. Мелюшки с. Мищенки с. Мусиевка с. Настасовка с. Наталовка с. Николаевка с. Новачиха с. Новоаврамовка с. Новоивановка с. Новый Байрак с. Ореховщина с. Орликовщина с. Остапенки с. Павленки с. Павловка с. Падуси с. Петракеевка с. Покровская Богачка с. Поповка с. Пристань с. Радьки с. Роплянское с. Рыбченки | с. Садовое с. Софино с. Среднее с. Ставки с. Стайки с. Старая Мусиевка с. Староаврамовка с. Тарасовка с. Третьяково с. Трубайцы с. Хвощовка с. Хильковка с. Хоменки г. Хорол с. Червоное с. Шарковщина с. Широкое с. Шишаки с. Шкили с. Штомпелевка с. Ялосовецкое |

#### Ликвидированные населённые пункты[9]
| с. Андрейцы с. Кириленки с. Климаны с. Крыжановка с. Куриловое с. Могильное п. Новое с. Пологовщина с. Приймине с. Софиевка с. Чередники |

Относился к избирательному округу № 148.

## Известные уроженцы
- Савченко, Василий Федотович (1909—1982) — участник Великой Отечественной войны, полный кавалер ордена Славы. Родился в селе Поповка.
- Родзянко, Николай Васильевич — губернатор Томска (31.03.1868—12.10.1871). Родился в селе Василевка.
- Онищенко, Борис Григорьевич (19.09.1937) — украинский спортсмен по современному пятиборью. Олимпийский чемпион (1972), 4-хкратный чемпион мира по современному пятиборью. Чемпион СССР (1969, 1970 и 1976). Родился в селе Березняки.